# Arthur Ernest Guedel
Arthur Ernest Guedel (1883 – 1956) là một chuyên viên gây mê Hoa Kỳ. Ông được biết đến nhờ các công trình nghiên cứu về sự hấp thu và phân phối thuốc gây mê dễ bay hơi, cũng như sự phân chia các giai đoạn gây mê khác nhau.